# カンペオナート・ナシオナル・デ・フットボール・デ・キューバ
カンペオナート・ナシオナル・デ・フトボル・デ・クーバ（Campeonato Nacional de Fútbol de Cuba）は、1912年にキューバサッカー協会によって設立された国内最上位のサッカーリーグである。

## 概要
かつては、16チームが4チームごとの4つのグループに分かれ、上位2チーム、それぞれ計8チームがプレーオフに進み、年間王者を決めていたが、2009-10シーズン終了後に2部リーグのトルネオ・デ・アセンソが創設され、2009-10シーズンの各グループ下位2チーム、それぞれ計8チームが2部に自動降格。2010-11シーズンからリーグ戦は8チームで構成され、2回戦総当りの計18試合を行う。4位以内に入ったクラブがプレーオフに進み、1位対4位、2位対3位がホーム&アウェーの2試合で対戦を行い、勝者同士でホーム&アウェーのプレーオフ決勝を戦う。プレーオフ勝者が年間王者となる。8位のチームは新年度の2部に自動降格、7位のチームはホーム&アウェーの入れ替え戦を戦うことになる。

## 2016シーズン所属クラブ
- CFグランマ
- FCカマグエイ
- FCシエーゴ・デ・アビラ
- FCシエンフエーゴス
- FCグアンタナモ
- FCイスラ・デ・ラ・フベントゥ
- FCラ・アバナ
- FCラス・トゥーナス
- FCサンティアゴ・デ・クーバ
- FCビーリャ・クララ

## 歴代優勝クラブ
- 1912 : ローヴァーズAC
- 1913 : CDアトゥエイ
- 1914 : ローヴァーズAC
- 1915 : イスパノ・アメリカ
- 1916 : ラ・アバナFC
- 1917 : イベリア
- 1918 : イベリア
- 1919 : イスパノ・アメリカ
- 1920 : イスパノ・アメリカ
- 1921 : イスパノ・アメリカ
- 1922 : イベリア
- 1923 : イベリア
- 1924 : オリンピア
- 1925 : フォルトゥーナ
- 1926 : レアル・イベリア
- 1927 : フベントゥド・アストゥリアーナ
- 1928 : レアル・イベリア
- 1929 : レアル・イベリア
- 1930 : デポルティーボ・エスパニョール
- 1931 : DCガジェゴ
- 1932 : DCガジェゴ
- 1933 : フベントゥド・アストゥリアーナ
- 1934 : レアル・イベリア
- 1935 : フベントゥド・アストゥリアーナ
- 1936 : フベントゥド・アストゥリアーナ
- 1937 : DCガジェゴ
- 1938 : DCガジェゴ
- 1939 : DCガジェゴ
- 1940 : DCガジェゴ
- 1941 : フベントゥド・アストゥリアーナ
- 1942 : デポルティーボ・プエンテス・グランデス
- 1943 : デポルティーボ・プエンテス・グランデス
- 1944 : フベントゥド・アストゥリアーナ
- 1945 : DCガジェゴ
- 1946 : 未開催
- 1947 : DCガジェゴ
- 1948 : フベントゥド・アストゥリアーナ
- 1949 : ディアブロス・ロホス
- 1950 : イスパノ・アメリカ
- 1951 : デポルティーボ・サンフランシスコ
- 1952 : デポルティーボ・サンフランシスコ
- 1953 : デポルティーボ・サンフランシスコ
- 1954 : デポルティーボ・サンフランシスコ
- 1955 : デポルティーボ・サンフランシスコ
- 1956 : カジノ・エスパニョール
- 1957 : デポルティーボ・サンフランシスコ
- 1958 : デポルティーボ・モルダソ
- 1959 : デポルティーボ・モルダソ
- 1960 : セッロ
- 1961 : デポルティーボ・モルダソ
- 1962 : 未開催
- 1963 : インドゥストリアレス
- 1964 : インドゥストリアレス
- 1965 : ラ・アバナ
- 1966 : ラ・アバナ
- 1967 : ラ・アバナ
- 1968 : グランヘロス
- 1969 : グランヘロス
- 1970 : グランヘロス
- 1971 : 未開催
- 1972 : インドゥストリアレス
- 1973 : インドゥストリアレス
- 1974 : アスカレロス
- 1975 : グランヘロス
- 1976 : アスカレロス
- 1977 : グランヘロス
- 1978-79 : FCシウダ・デ・ラ・アバナ
- 1979 : FCシウダ・デ・ラ・アバナ
- 1980 : FCビーリャ・クララ
- 1981 : FCビーリャ・クララ
- 1982 : FCビーリャ・クララ
- 1983 : FCビーリャ・クララ
- 1984 : FCシウダ・デ・ラ・アバナ
- 1985 : FCシエンフエーゴス
- 1986 : FCビーリャ・クララ
- 1987 : FCピナル・デル・リオ
- 1988-89 : FCピナル・デル・リオ
- 1989-90 : FCピナル・デル・リオ
- 1990-91 : FCシエンフエーゴス
- 1991-92 : FCピナル・デル・リオ
- 1992 : FCビーリャ・クララ
- 1993 : FCシエーゴ・デ・アビラ
- 1994 : FCシウダ・デ・ラ・アバナ
- 1995 : FCピナル・デル・リオ
- 1996 : FCビーリャ・クララ
- 1997 : FCビーリャ・クララ
- 1998 : FCシウダ・デ・ラ・アバナ
- 1999-2000 : FCピナル・デル・リオ
- 2000-01 : FCシウダ・デ・ラ・アバナ
- 2001-02 : FCシエーゴ・デ・アビラ
- 2002-03 : FCビーリャ・クララ
- 2003 : FCシエーゴ・デ・アビラ
- 2004-05 : FCビーリャ・クララ
- 2005-06 : FCオルギン
- 2006-07 : FCピナル・デル・リオ
- 2007-08 : FCシエンフエーゴス
- 2008-09 : FCシエンフエーゴス
- 2009-10 : FCシエーゴ・デ・アビラ
- 2010-11 : FCビーリャ・クララ
- 2011-12: FCビーリャ・クララ
- 2013: FCビーリャ・クララ
- 2014: FCシエーゴ・デ・アビラ
- 2015: FCカマグエイ
- 2016: FCビーリャ・クララ
- 2017: サンチアゴ・デ・クーバ
- 2018: サンチアゴ・デ・クーバ
- 2019: サンチアゴ・デ・クーバ

## クラブ別優勝回数
| クラブ                                 | 回数 |
| -------------------------------------- | ---- |
| FCビーリャ・クララ                     | 14   |
| DCガジェゴ                             | 8    |
| イベリア/レアル・イベリア              | 8    |
| フベントゥド・アストゥリアーナ         | 7    |
| FCピナル・デル・リオ                   | 7    |
| FCシウダ・デ・ラ・アバナ               | 6    |
| デポルティーボ・サンフランシスコ       | 6    |
| グランヘロス                           | 5    |
| イスパノ・アメリカ                     | 5    |
| インドゥストリアレス                   | 4    |
| ラ・アバナ/ラ・アバナFC                | 4    |
| FCシエンフエーゴス                     | 4    |
| FCシエーゴ・デ・アビラ                 | 4    |
| デポルティーボ・モルダソ               | 3    |
| サンチアゴ・デ・クーバ                 | 3    |
| アスカレロス                           | 2    |
| デポルティーボ・プエンテス・グランデス | 2    |
| ローヴァーズAC                         | 2    |
| カジノ・エスパニョール                 | 1    |
| セッロ                                 | 1    |
| デポルティーボ・エスパニョール         | 1    |
| ディアブロス・ロホス                   | 1    |
| フォルトゥーナ                         | 1    |
| CDアトゥエイ                           | 1    |
| FCオルギン                             | 1    |
| オリンピア                             | 1    |

## 歴代得点王
| シーズン  | 選手                                                             | 所属                                                           | 得点 |
| 1978-79   | Urbano Ankle                                                     | FCラス・トゥーナス                                             | 14   |
| 1979      | Roberto Maya-Pereira レヒーノ・デルガド Ramón Núñez Carlos Azcuy | FCビーリャ・クララ FCラス・トゥーナス FCシウダ・デ・ラ・アバナ | 7    |
| 1980      | レヒーノ・デルガド                                               | FCビーリャ・クララ                                             | 9    |
| 1981      | Agustín Pérez                                                    | FCカマグエイ                                                   | 8    |
| 1982      | Roberto Maya-Pereira Dagoberto "El Tibi" Lara                    | FCビーリャ・クララ FCシエンフエーゴス                          | 8    |
| 1983      | Frank Perez Espinosa                                             | FCシエンフエーゴス                                             | 9    |
| 1984      | アンドレス・ロルダン                                             | FCシエンフエーゴス                                             | 14   |
| 1985      | Roberto Maya-Pereira                                             | FCビーリャ・クララ                                             | 19   |
| 1986      | オスバルド・アロンソ                                             | FCピナール・デル・リオ                                         | 19   |
| 1987      | ギジェルモ・マトス                                               | FCシエンフエーゴス                                             | 14   |
| 1988-89   | Frank Perez Espinosa Raimundo "Ruso" García                      | FCシエンフエーゴス FCピナール・デル・リオ                      | 6    |
| 1989-90   | Raul Depestre                                                    | FCビーリャ・クララ                                             | 7    |
| 1990-91   | カミロ・キンデラン William Sánchez                               | FCシウダ・デ・ラ・アバナ FCサンティアーゴ・デ・クーバ          | 5    |
| 1991-92   | Raimundo "Ruso" García                                           | FCピナール・デル・リオ                                         | 5    |
| 1992      | アリエル・ベタンコート                                           | FCビーリャ・クララ                                             | 8    |
| 1993      | リームベルト・ピエドラ                                           | FCシエーゴ・デ・アビラ                                         | 5    |
| 1994      | Raimundo "Ruso" García                                           | FCピナール・デル・リオ                                         | 7    |
| 1995      | Raimundo "Ruso" García                                           | FCピナール・デル・リオ                                         | 4    |
| 1996      | オスミン・エルナンデス                                           | FCピナール・デル・リオ                                         | 7    |
| 1997      | オスミン・エルナンデス                                           | FCピナール・デル・リオ                                         | 5    |
| 1998      | アリエル・ベタンコート                                           | FCビーリャ・クララ                                             | 14   |
| 1999-2000 | レステル・モレ                                                   | FCシエーゴ・デ・アビラ                                         | 13   |
| 2000-01   | アリエル・ベタンコート                                           | FCビーリャ・クララ                                             | 19   |
| 2001-02   | アリエル・ベタンコート                                           | FCビーリャ・クララ                                             | 17   |
| 2002-03   | Serguei Prado                                                    | FCビーリャ・クララ                                             | 22   |
| 2003      | レステル・モレ                                                   | FCシエーゴ・デ・アビラ                                         | 32   |
| 2004-05   | Serguei Prado                                                    | FCビーリャ・クララ                                             | 17   |
| 2005-06   | Yordanis Tielves                                                 | FCマタンサス                                                   | 11   |
| 2006-07   | Alexei Zuaznábar                                                 | FCグアンタナモ                                                 | 15   |
| 2007-08   | Geovanni Ayala                                                   | FCラス・トゥーナス                                             | 22   |
| 2008-09   | Maykel Celada Osmani Montero                                     | FCラス・トゥーナス FCカマグエイ                                | 16   |
| 2009-10   | Sander Fernández                                                 | FCシエーゴ・デ・アビラ                                         | 29   |
| 2011      | Aliannis Urgellés                                                | FCグアンタナモ                                                 | 不明 |
| 2012      | ロベルト・リナレス                                               | FCビーリャ・クララ                                             | 12   |
| 2013      | イェニエル・マルケス                                             | FCビーリャ・クララ                                             | 16   |
| 2014      | Yoandri Puga                                                     | FCビーリャ・クララ                                             | 13   |
| 2015      | Sánder Fernández                                                 | FCシエーゴ・デ・アビラ                                         | 15   |
| 2016      | Sánder Fernández                                                 | FCシエーゴ・デ・アビラ                                         | 16   |